# Радьки (Полтавская область)
Радьки (укр. Радьки) — село,
Староаврамовский сельский совет,
Хорольский район,
Полтавская область,
Украина.
Код КОАТУУ — 5324885409. Население по переписи 2001 года составляло 151 человек.

## Географическое положение
Село Радьки находится на расстоянии в 2 км от города Хорол,
на расстоянии в 2,5 км — сёла Глубокая Долина, Павловка и Лобковая Балка.
По селу протекает пересыхающий ручей с запрудой.
Рядом проходит автомобильная дорога М-03.

## История
Село указано на трехверстовке Полтавской области. Военно-топографическая карта.1869 года как хутор Родьков